# Richard Rufus
Richard Rufus (Lewisham, 12 gennaio 1975) è un ex calciatore inglese, di ruolo difensore.

## Carriera

### Club
Difensore centrale e bandiera del Charlton, si ritira al termine del 2004 a causa di un infortunio, totalizzando 288 presenze e 12 gol in campionato nella società londinese. Nel 2000, anno in cui ha conquistato la vittoria nella seconda categoria inglese, è inserito nella squadra dell'anno della PFA della Division One.

## Palmarès

### Club

#### Competizioni nazionali
- First Division: 1

Charlton: 1999-2000